# Пи-Џеј Соулс
Памела Џејн Соулс (енгл. Pamela Jayne Soles; рођена 17. јула 1950. у Франкфурту) америчка је глумица немачког порекла. Најпознатија је по улогама у култним хорор филмовима из 1970-их, као што су Кери (1976) Брајана де Палме и Ноћ вештица (1978) Џона Карпентера.
Соулс се појављивала и у другим хорор филмовима, попут Ујка Сема (1996), Ђавољег шкарта (2005) и Собе лептира (2012), због чега се сматра једном од краљица вриска. На Гримизном хорор фестивалу 2019. године, добила је награду Хорор икона.
Била је међу стотинама глумаца који су се пријавили на аудицију код Брајана де Палме и Џорџа Лукаса за њихове филмове Кери и Ратови звезда: Епизода IV – Нова нада. Соулс је првобитно конкурисала за улогу Принцезе Леје, али је на крају улога припала Кери Фишер. Међутим, Де Палма ју је позвао да тумачи лик Норме Вотсон у Кери. Поред ње, главне улоге су тумачили Сиси Спејсек, Џон Траволта и Пајпер Лори. Соулс је публици ипак најпознатија као Линда ван дер Клок из Ноћи вептица, где је играла са Џејми Ли Кертис и Доналдом Плезенсом.
Пи Џеј се 1973. удала за певача Стивена Соулс. Развела се 1975, али је задржала његово презиме током целе каријере. Године 1978. удала се за глумца Дениса Квејда. Пар се развео 1983, а Соулс се исте године удала за пилота Скипа Холма. Са њим је добила сина Скаја (рођен 1983) и ћерку Ешли (рођена 1988). Од Холма се развела 1998.

## Филмографија
| Улоге Пи Џеј Соулс |                                      |               |                     |                 |
| Година             | Српски назив                         | Изворни назив | Улога               | Напомена        |
| 1973.              | Љубав је много сјајна ствар          |               |                     | ТВ серија       |
| 1976.              | Кери                                 |               | Норма Вотсон        |                 |
| 1976.              | Дечак у пластичном мехуру            |               | Дебора              |                 |
| 1976.              | Плави витез                          |               | Минесота            | ТВ серија       |
| 1978.              | Ноћ вештица                          |               | Линда ван дер Клок  |                 |
| 1979.              | Четири мангупа                       |               | Сузи                |                 |
| 1980.              | Редов Бенџамин                       |               | Ванда Винтер        |                 |
| 1981.              | Ноћ вештица: Продужено издање        |               | Линда ван дер Клок  |                 |
| 1981.              | Војничине                            |               | Стела Хансен        |                 |
| 1983.              | Симон и Симон                        |               | „Луда Сузан” Саквел | ТВ серија       |
| 1984.              | Кафић Уздравље                       |               | Џули                | ТВ серија       |
| 1986.              | Најт рајдер                          |               | Елен Вајтбај        | ТВ серија       |
| 1996.              | Ујка Сем                             |               | Меџ Кронин          |                 |
| 1999.              | Завера лепотица                      |               | госпођа Пур         |                 |
| 2005.              | Ђавољи шкарт                         |               | Сузан               |                 |
| 2008.              | Сами у мраку 2                       |               | Марта               |                 |
| 2012.              | Соба лептира                         |               | Лорин               |                 |
| 2018.              | Ноћ вештица 11: Суочи се са судбином |               | наставница          |                 |
| 2021.              | Ноћ вештица 12: Убиства Ноћи вештица |               | Линда ван дер Клок  | архивски снимци |